# Melanie Hansen
Melanie Hansen (* 2. November 1986 in Schleswig) ist eine ehemalige deutsche Ruderin. Ihr größter Erfolg war die Bronzemedaille im Vierer ohne Steuerfrau bei den Weltmeisterschaften 2016.

## Leben
Melanie Hansen war 2005 Zweite im Doppelvierer bei den U23-Weltmeisterschaften, 2006 gewann sie die Silbermedaille im Doppelzweier.
Zehn Jahre später nahm die Ruderin vom Celler Ruderverein mit dem deutschen Achter an den Europameisterschaften 2016 in Brandenburg an der Havel teil und belegte den fünften Platz. Nachdem der Achter die Olympiaqualifikation für 2016 verpasst hatte, wechselte sie in den Vierer ohne Steuerfrau. Bei der letzten Weltcup-Regatta 2016 siegten Charlotte Reinhardt, Alexandra Höffgen, Melanie Hansen und Lea-Katlen Kühne. Zwei Monate später bei den Weltmeisterschaften 2016 in den nichtolympischen Bootsklassen siegte der Vierer aus dem Vereinigten Königreich vor dem Boot aus den Vereinigten Staaten, dahinter erkämpften Melanie Hansen, Ronja Schütte, Charlotte Reinhardt und Lea-Katlen Kühne die Bronzemedaille. 2017 traten Hansen und Kühne im Zweier ohne Steuerfrau an und belegten den sechsten Platz bei den Weltmeisterschaften in Sarasota.